# Andrij Parubij
Andrij Volodymyrovyč Parubij (ukrajinsky Андрій Володимирович Парубій, * 31. ledna 1971, Červonohrad) je ukrajinský politik. Po svržení režimu prezidenta Viktora Janukovyče byl jmenován tajemníkem Rady národní bezpečnosti a obrany Ukrajiny.

## Život
Před osamostatněním se Ukrajiny ze svazku Sovětského svazu v roce 1991 byl Parubij nezávislým aktivistou. V roce 1988 byl zatčen a vězněn za pořádání nepovoleného shromáždění. V roce 1991 založil společně s Olehem Ťahnybokem Sociálně-národní stranu Ukrajiny, která kombinovala radikální nacionalismus s neonacistickými prvky (např. názvem nebo znakem připomínajícím symbol wolfsangel). V letech 1998 až 2004 vedl Parubij polovojenskou složku strany zvanou Vlastenci Ukrajiny.
V roce 2004 byl Parubij jedním z čelných představitelů tzv. oranžové revoluce. V roce 2007 byl zvolen na kandidátce Naší Ukrajiny – Lidové sebeobrany do parlamentu. Později se v Naší Ukrajině stal členem politické rady. V únoru 2010 požádal Evropský parlament, aby europoslanci přehodnotili svou negativní reakci na vyznamenání Stepana Bandery titulem Hrdina Ukrajiny.
V únoru 2012 Parubij odešel z Naší Ukrajiny kvůli rozchodu v názorech. Později byl znovu zvolen do parlamentu, tentokrát za Baťkivščynu.
Od prosince 2013 do února 2014 byl jedním z komandantů tzv. Euromajdanu, koordinoval dobrovolnické jednotky obrany účastníků protestů. Po vítězství Euromajdanu a svržení prezidenta Viktora Janukovyče byl jmenován tajemníkem Rady národní bezpečnosti a obrany Ukrajiny.